# The Firm (албум)
The Firm е дебютния албум на британската супер група Фърм. Албумът е издаден от Атлантик Рекърдс на 2 март 1985 г. Песните варират от епични „Midnight Moonlight“ (базирана на неиздаваната по това време „Swan Song“ на Лед Цепелин) до комерсиалния успех „Radioactive“. В песента „Closer“ е включена и духова секция. Албумът достига 17-о място в класация на Билборд за поп албуми.

## Състав
- Пол Роджърс – вокал, акустична и електричска китара
- Джими Пейдж – акустична и електрическа китара
- Тони Франклин – бас, клавишни, синтезатор
- Крис Слейд – барабани, перкусия, беквокали

и
- Стив Доусън – тромпет (на „Closer“)
- Пол „Шилц“ Уеймър – баритон саксофон (на „Closer“)
- Уили Гарнет – тенор саксофон (на „Closer“)
- Дон Уелър – тенор саксофон соло (на „Closer“)
- Сам Браун – беквокали (на „You've Lost That Lovin' Feeling“ и „Midnight Moonlight“)
- Джой Иейтс – беквокали (на „You've Lost That Lovin' Feeling“ и „Midnight Moonlight“)